# Segment ’76
Segment ’76 – polski film fabularny z 2003 roku w reżyserii Oskara Kaszyńskiego, zrealizowany w nurcie kina niezależnego.
Zdjęcia do filmu rozpoczęto 2 czerwca 2001, a zakończono na początku września 2001
Akcja filmu rozgrywa się w roku 1976. Są to perypetie młodego inżyniera (Maciej Konopiński), którego marzeniem jest posiadanie umeblowania mieszkania w postaci tytułowego segmentu. Niestety, panujący ustrój oraz niska płaca nie pozwalają mu na szybką i łatwą realizację planów. Główny bohater postanawia za namową „Cwanego Henia” (Michał Milowicz) zarobić pieniądze na upragniony segment, uciekając się do przemytu towarów deficytowych w krajach demokracji ludowej.

## Obsada
- Maciej Konopiński – bohater
- Ewa Andruszkiewicz – Ola
- Ryszard Tymon Tymański – Rysiek
- Michał Milowicz – „Cwany Henio”
- Krzysztof Skiba – milicjant z patrolu
- Paweł „Konjo” Konnak – sanitariusz odmieniec
- Bogusław Linda – Karol Marks
- Anna Kociarz – Baśka, kobieta Ryśka
- Paweł Burczyk – rolnik
- Grzegorz Guziński – Wiesio

i inni